# Casalbordino
Casalbordino är en ort och kommun i provinsen Chieti i regionen Abruzzo i Italien. Kommunen hade 5 981 invånare (2018).